# Edward J. Perkins

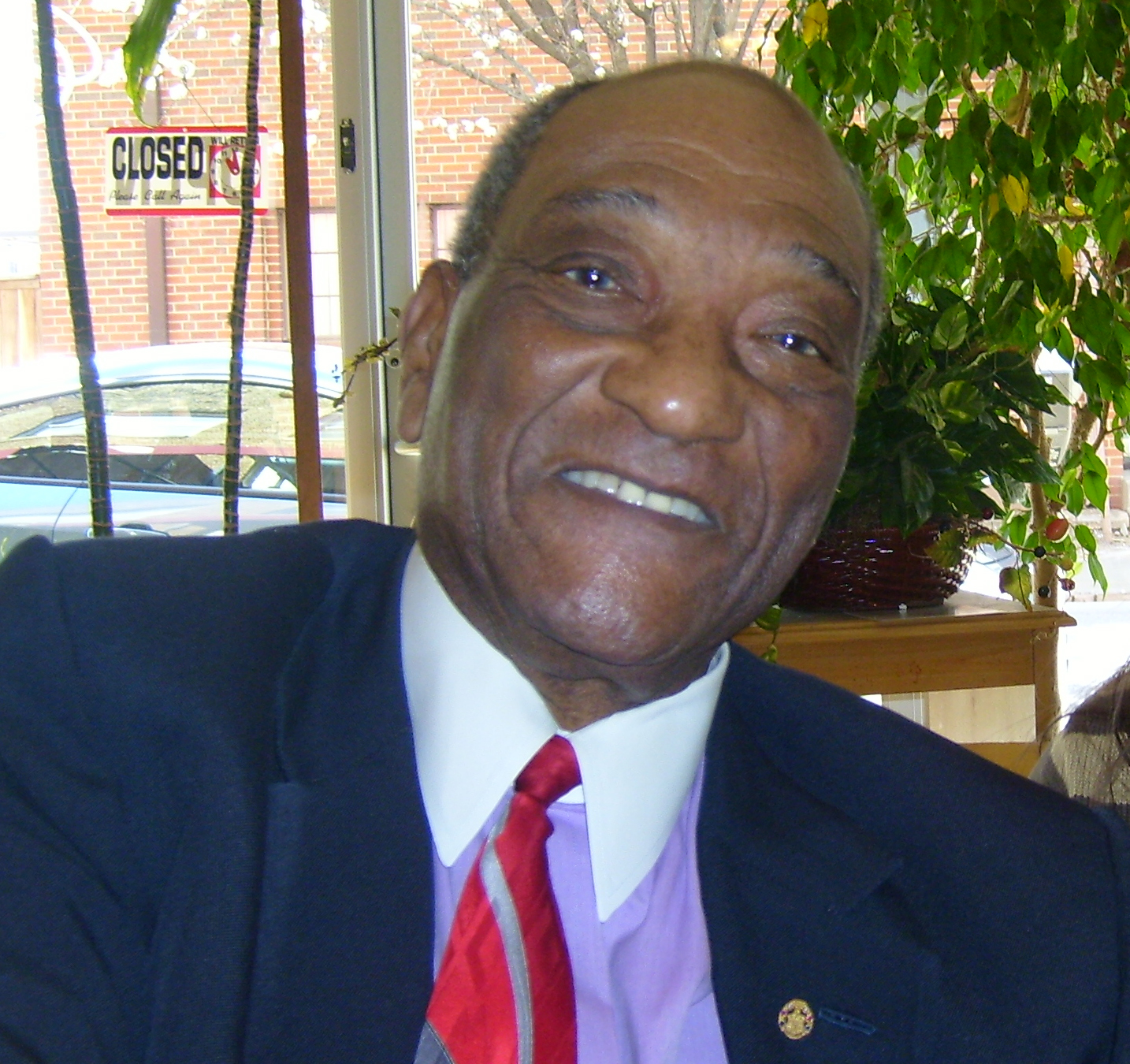
Edward J. Perkins

Edward Joseph Perkins (* 8. Juni 1928 in Sterlington, Ouachita Parish, Louisiana; † 7. November 2020 in Washington, D.C.) war ein US-amerikanischer Diplomat. Er war Botschafter der Vereinigten Staaten in Liberia, Südafrika, bei der UNO (1992–1993) und in Australien. Von 1989 bis 1992 war er General-Direktor des United States Foreign Service, des Auswärtigen Diensts der Vereinigten Staaten, und Oberster Personalchef des Außenministeriums der Vereinigten Staaten.

## Leben und Karriere

### Ausbildung
Perkins wurde in Sterlington, Louisiana, als Sohn von Edward Joseph Perkins, Sr. und Tiny Estella Noble Holmes geboren. Er wuchs in Pine Bluff in Arkansas auf. Dort besuchte er eine nach Rassen getrennte, nur aus zwei Klassenzimmern bestehende Schule für Schwarze. Er graduierte 1947 an der Jefferson High School in Portland, Oregon, wo er später auch aufwuchs. 1947 trat er in die US Army ein. Er leistete seinen Militärdienst in der US Army und im United States Marine Corps. Insgesamt diente er drei Jahre bei der US Army und vier Jahre im United States Marine Corps. Er war in dieser Zeit unter anderem bei dem ebenfalls nach Rassen getrennten US Army Quartermaster Corps in Südkorea und Tokio stationiert.
Nach dem Ende seines Militärdienstes schrieb er sich 1953 am Lewis & Clark College, einem privaten College in Portland, ein, wo er ein Jahr blieb. 1967 erwarb er einen Abschluss als Bachelor of Arts am University College der University of Maryland. An der University of Southern California schloss er 1972 mit einem Master of Arts im Fach Öffentliche Verwaltung (Public Administration) ab. 1978 erwarb er dort den Ph.D. (Doctor of Public Administration) im Fach Öffentliche Verwaltung (Public Administration).

### Karriere
Perkins’ berufliche Laufbahn begann bei der US Army. 1958 wurde er Personalchef (Chief of Personnel) beim Army & Air Force Exchange Service in Taipeh, Taiwan. Im Zeitraum von 1962 bis 1966 war er zunächst Stellvertretender Leiter (Deputy Chief), später Personalleiter (Chief of Personnel and Administration) beim Army and Air Force Exchange Service in Okinawa. 1967 war er Assistant General Services Officer bei der US-Mission in Thailand (U. S. Operations Mission to Thailand). Dort war er zunächst als Management Analyst, später als Stellvertretender Assistenzdirektor für Management (Deputy Assistant Director for Management) tätig.
1972 trat er in den diplomatischen Dienst ein. Im gleichen Jahr wurde er dem Büro des Generaldirektors des United States Foreign Service als Stabsassistent zugeteilt. Von 1972 bis 1974 war er dem Personalbüro des Außenministeriums (State Department’s Bureau of Personnel) als Personalreferent (Personnel Officer) zugeteilt. Von 1974 bis 1975 war er beim Büro für fernöstliche und südasiatische Angelegenheiten (Bureau of Far East and South Asian Affairs) und von 1975 bis 1978 beim Office of Management Operations des Außenministeriums tätig. 1978 wechselte er an die US-Botschaft in Accra, Ghana als Botschaftsrat für politische Angelegenheiten (Counselor for Political Affairs). Perkins wurde 1981 zum Stellvertretenden Missionsleiter (Deputy Chief of Mission) der US-Botschaft in Monrovia, Liberia ernannt und war von 1983 bis 1985 Direktor des Büros für Westafrikanische Angelegenheiten (Director of the Department of State’s Office of West African Affairs) des Außenministeriums.
Er wurde 1985 zum Botschafter in Liberia ernannt. Sein Amtsantritt fiel in die Präsidentschaft von Samuel K. Doe; dieser hatte seit 1984 zunehmend damit begonnen, die Meinungs- und Pressefreiheit einzuschränken, Zensur einzuführen und die politische Opposition zu unterdrücken. Perkins sah, eigenen Aussagen zufolge, seine Aufgabe darin, Liberia auch weiterhin als Verbündeten der Vereinigten Staaten zu sichern und, im Sinne der amerikanischen Außenpolitik in Westafrika, das Land funktionsfähig zu erhalten. Perkins war als US-Botschafter einerseits für das Forcieren von wirtschaftlichen Reformen und Demokratisierung in Liberia verantwortlich; auf der anderen Seite musste er in Liberia für den Schutz der beträchtlichen strategischen und technischen Anlagen sorgen, die die US-Amerikaner dort unterhielten. Als Perkins und sein Stab in der liberianischen Hauptstadt Monrovia eintrafen, war ihre Hauptaufgabe, Samuel K. Doe davon zu überzeugen, bei den Wahlen 1985 nicht für das Präsidentenamt zu kandidieren. Perkins setzte dabei finanzielle Druckmittel ein; er stellte in Aussicht, dass – falls Doe gewählt würde – die USA und andere Staaten trotz ihrer Interessen in Liberia ihre technische und militärische Hilfe für das Land einstellen würden.
1986 wurde er Botschafter in Südafrika, was er bis 1989 blieb. In Südafrika setzte er sich in seiner Funktion als Botschafter, in enger Absprache und Zusammenarbeit mit Ronald Reagan, für einen politischen Wandel und für die Abschaffung der Apartheid ein. Er traf sich mit bürgerlichen Vertretern der schwarzen Opposition in Soweto, mit religiösen Führern in Mamelodi und politischen Aktivisten in den Squatter-Camps von Kapstadt. Er organisierte Kunst-Ausstellungen in Pretoria, in denen schwarze und weiße Künstler gemeinsam ausstellten und auch gemeinsam zu den Ausstellungseröffnungen eingeladen wurden. Perkins war ein entschiedener Gegner von Staatspräsident Pieter Willem Botha; dieser hatte Perkins bei seinem Amtsantritt gewarnt, sich nicht in die inneren Angelegenheiten Südafrikas einzumischen.
Nach seiner Rückkehr arbeitete er bis 1992 erneut im Außenministerium. Von 1989 bis 1992 war er General-Direktor des United States Foreign Service (Director General of the Foreign Service), dem Auswärtigen Dienst der Vereinigten Staaten, und Oberster Personalchef des Außenministeriums der Vereinigten Staaten (Director of Personnel in the Department of State). 1992 wurde er zum  Botschafter bei den Vereinten Nationen ernannt. In dieser Eigenschaft war er auch Vertreter der Vereinigten Staaten im UN-Sicherheitsrat. Im Mai 1992 rief er in einer Sitzung des UN-Sicherheitsrates zur Beendigung der von der serbischen Regierung ausgehenden Gewalt gegen Bosnien-Herzegowina, andere ehemals jugoslawische Staaten, sowie die eigene Zivilbevölkerung auf.
Die serbische Aggression verurteilte er als Bedrohung des Weltfriedens und als Verstoß gegen die Schlussakte von Helsinki, die Charta von Paris und die Charta der Vereinten Nationen.
1993 wurde Perkins US-Botschafter in Australien, wo er bis 1996 blieb. Anlässlich der Ernennung erhielt Perkins eine Erlaubnis des damaligen Präsidenten Bill Clinton, da er bereits älter als 65 Jahre war. Anschließend ging er im Rang eines Career Minister beim United States Foreign Service in den Ruhestand.
Er lehrte an der University of Oklahoma, wo er Senior Vice Provost Emeritus of International Programs am International Program Center und Professor Emeritus der School of International and Area Studies ist. Er ist Mitglied der American Academy of Diplomacy.

## Ehrungen
Perkins war Träger mehrerer Ehrendoktortitel. Er erhielt Ehrendoktorwürden als Doctor of Laws unter anderem vom Lewis and Clark College (1988), von der St. John’s University (1990) und von der University of Maryland (1990). Er wurde mit weiteren Ehrendoktortiteln ausgezeichnet: als Doctor of Humanities vom Beloit College (1990), als Doctor of Humane Letters von der Winston-Salem State University (1990) und als Doctor of Humane Laws vom St. Augustine College (1991). Ferner hat er Ehrendoktortitel der Bowie State University (Doctor of Humane Letters, Honoris Causa, 1993) und der University of Southern California (Doctor of Laws, Honoris Causa, 1995).
Während seiner Karriere im Diplomatischen Dienst erhielt er die Presidential Distinguished and Meritorious Service Awards, den Distinguished Honor and Superior Honor Award des Außenministeriums, den Una Chapman Cox Foundation Award für besondere Leistungen im Auswärtigen Dienst (Una Chapman Cox Foundation Award for Distinguished Foreign Service Work), den Distinguished Alumni Award der University of Southern California, den Achievement Award der Southern University, den Kappa Alpha Psi Fraternity Award für besondere Leistungen im Auswärtigen Dienst (Kappa Alpha Psi Fraternity Award for Distinguished Diplomatic Service) und den Kappa Alpha Psi C. Rodger Wilson Leadership Conference Award, sowie den Kappa Alpha Psi Award für herausragende Leistungen im Auswärtigen Dienst (Kappa Alpha Psi Award for Outstanding Achievement in the Foreign Service).
1992 wurde er mit dem Statesman of the Year Award von der George Washington University geehrt.
Er war aktives Mitglied von Kappa Alpha Psi Fraternity Incorporated und Träger der höchsten Ehrung, die diese vergibt, dem Laurel Wreath Award, den er 1993 erhielt. Am 10. September 2001 erhielt er den Director General’s Cup, der vom US-Außenministerium vergeben wird. 2006 wurde Perkins als einer der Strong Men and Women of America von Dominion Resource Services, Inc geehrt.

## Familie
Er heiratete am 9. September 1962 Lucy Chen-mei Liu. Sie hatten zwei gemeinsame Töchter.

## Veröffentlichungen
- The seedlings of hope: U.S. policy in Africa, U.S. Department of State, 1989.
- The Middle East Peace Process: Vision Versus Reality (Studies in peace politics in the Middle East), Sussex Academic Press, 2001, ISBN 978-1903900017 (Herausgeber mit Joseph Ginat)
- Palestinian Refugees: Traditional Positions and New Solutions, University of Oklahoma Press, 2001, ISBN 978-0806133935 (Herausgeber mit Joseph Ginat)
- The Palestinian Refugees: Old Problems – New Solutions (Studies in peace politics in the Middle East), Sussex Academic Press, 2002 (mit Joseph Ginat), ISBN 978-1902210872
- Mr. Ambassador, Warrior for Peace, The University of Oklahoma Press, 2006, ISBN 978-0806137674 (Memoiren)